# Шурала (село)
Шурала́ (рос. Шурала) — село у складі Нев'янського міського округу Свердловської області.
Населення — 459 осіб (2010, 590 у 2002).
Національний склад станом на 2002 рік: росіяни — 90 %.